# Алессіо Боджатто
Алессіо Боджатто (італ. Alessio Boggiatto, 18 грудня 1981) — італійський плавець.
Учасник Олімпійських Ігор 2000, 2004, 2008 років.
Чемпіон світу з водних видів спорту 2001 року.
Чемпіон Європи з водних видів спорту 2000, 2001, 2002 років, призер 2005 року.